# Jurkovich Emil
Jurkovich Emil (Létánfalva, 1857. december 2. – Budapest, 1936. augusztus 4.) tankerületi főigazgató, történetíró.

## Élete
Szülei Jurkovich Gusztáv és Orisko Matild, feleségei Farkas Floriána és Farkas Otília voltak. Nagybátyja, az iglói apátplébános taníttatta. A lőcsei főgimnázium, a rozsnyói és a nagyváradi premontrei gimnázium tanulója volt, majd 1876-tól a szepesi egyházmegye papnövendéke. A szepesi káptalanban, illetve három évig a Pázmáneumban tanult teológiát, de 1879-ben kilépett az egyházi rendből.
1879-től a budapesti tudományegyetemen tanult, majd 1881-ben latin–görög szakos tanári oklevelet szerzett. 1882-től a besztercebányai főgimnázium helyettes, 1885-től rendes tanára. 1903-tól a nagybányai, 1905-től a besztercebányai gimnázium igazgatója. 1906–1919 között a besztercebányai tankerület vezetője. Csehszlovákiából kiutasították, majd Budapesten telepedett le, és nyugdíjaztatta magát.
1883-ban társalapítója a Zólyommegyei Lapoknak, 1888-ban pedig a Beszterczebánya és Vidéke lapnak. Sokat foglalkozott Besztercebánya múltjávak és sokat tett a helyi városi múzeum kiépítéséért. A megyei tanítóegyesület tagja volt.

## Művei
- A besztercebányai királyi katolikus főgimnázium története, Besztercebánya, 1895; Pótlás: 1900
- Besztercebánya az 1848/49. évi szabadságharc idején. Besztercebánya, 1899
- Ünnepi beszéd (melyet az 1848.-i alapvető törvények szentesítésének félszázados évfordulóján Besztercebánya sz. k. város képviselőtestületének 1898. április 12-én tartott diszközgyülésén mondott), Besztercebánya, 1898
- Besztercebánya múltjából  (Tárcagyűjtemény, 1–2. kötetek), Besztercebánya, 1901, 1906
- Besztercebánya és vidékének kalauza, Besztercebánya, 1902
- II. Rákóczi Ferenc szabadságharca és Besztercebánya, Besztercebánya, 1903
- 1906 Két levél a Bocskay féle felkelés első eseményeiről. Történelmi Tár 1906, 152
- Liudprand történeti munkái, (társfordítók: Gombos Ferenc Albin, Gaál Lajos), Budapest, 1908, In: Középkori krónikások VI–VII.
- Ünnepi beszéd (melyet a besztercebányai városi múzeum megnyitása alkalmából 1909. október 17-én tartott ünnepségen mondott), Besztercebánya, 1909
- 1909 Polereczky Mátyás és családja Franciaországi ágáról. Besztercebánya
- Történeti tárcák, Besztercebánya, 1910
- 1915 Plotschius Beszteczebánya krónikája. Beszterczebánya és vidéke 1915/48-52
- 1922 Beszterczebánya szabad kir. város monographiája (kézirat)
- 1925 Besztercebányai ágyú- és harangöntők. Hadtörténelmi Közlemények 26
- 1929 Zólyom-lipcse várának és uralmának története. Pécs
- Príbehy z minulosti Banskej Bystrice - Výber z tvorby Emila Jurkovicha. Banská Bystrica, 1997 (2. kiadás).
- Dejiny kráľovského mesta Banská Bystrica (Besztercebánya királyi város története, 1896–1922 között írt monográfiája), Banská Bystrica : Pribicer, 2005.